# Cillín

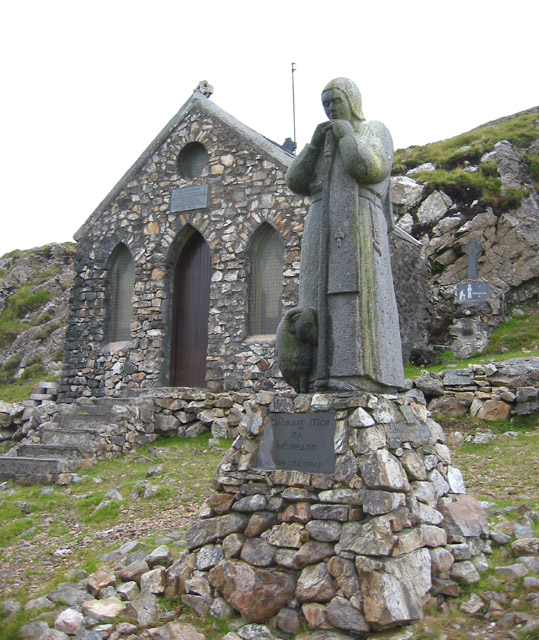
Cillín Phádraig à Maumeen près de Maam Cross dans le comté de Galway

Un cillín (pluriel cillíní) est un lieu de sépulture historique en Irlande, utilisé pour inhumer les nourrissons mort-nés et non baptisés entre 1500 et 1960. Ces espaces de sépulture étaient également utilisés pour les défunts récents qui n'étaient pas autorisés dans les cimetières consacrés, notamment les handicapés mentaux, les suicidés, les mendiants, les criminels exécutés et les victimes de naufrages.

## Dénominations et localisations
Le mot irlandais cillín désigne initialement une petite église ou une « cellule » comme une cellule de prison ou une cellule monastique. Un cillín peut également être appelé caldragh, calluragh, cealltrach, ceallúrach et lisín, selon l'emplacement du site en Irlande. Le nom cillin est principalement utilisé en Ulster. En Grande-Bretagne les équivalent des cillíni sont désignés comme cill burial grounds, kyle burial grounds, killeens ou encore children's burial grounds. 

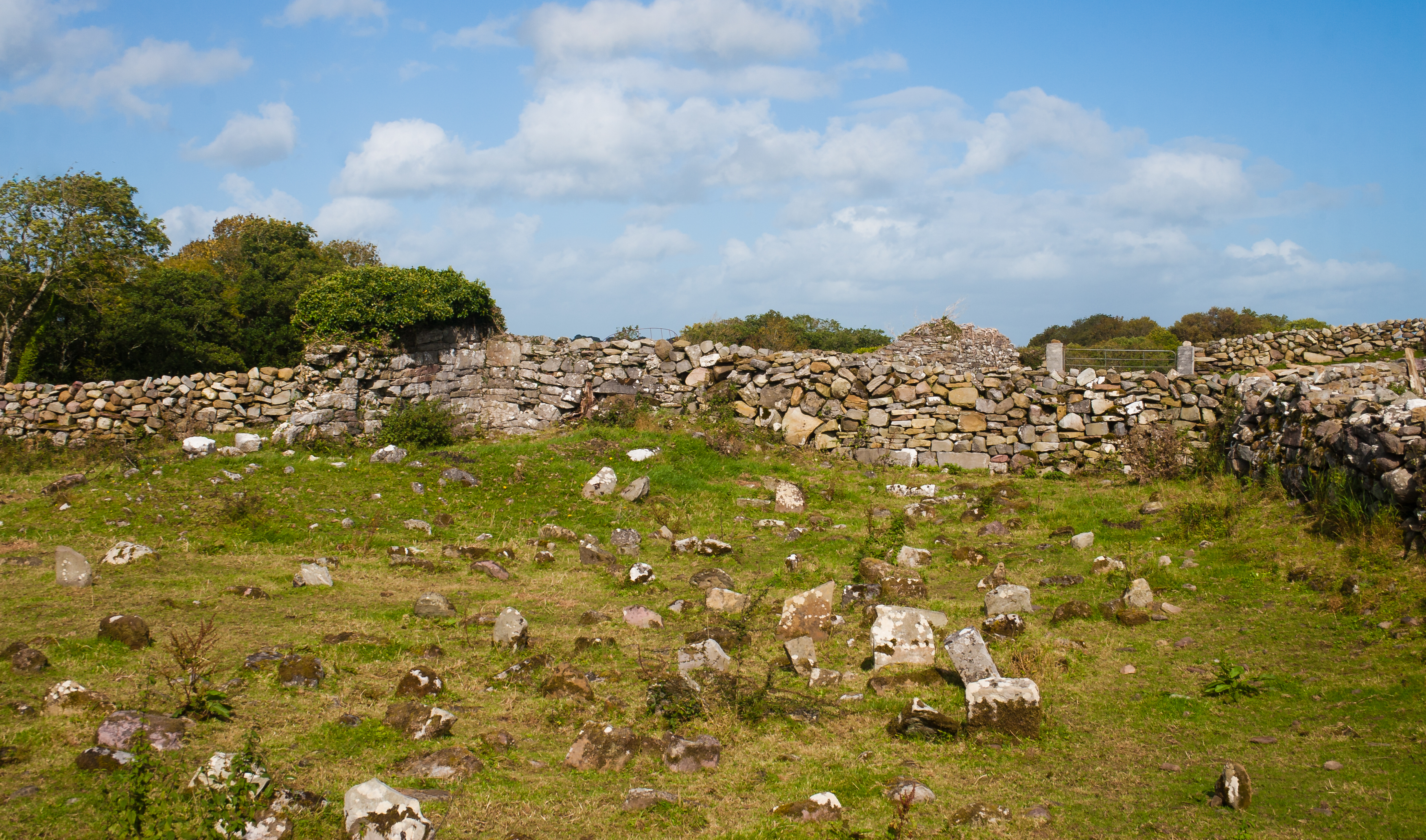
Cillín sur Inishmicatreer, Lough Corrib dans le Comté de Galway

Ces terrains non consacrés sont situés dans des emplacements divers : des cimetières et des églises abandonnés, des ruines de châteaux, des ouvrages en terre anciens et des cairns mégalithiques. En 2013, 1 440 lieux de sépulture d'enfants sont identifiés en Irlande du Nord et en république d'Irlande, dont 500 sites répertoriés dans le comté de Galway et 250 sites dans le comté de Kerry,.

## Histoire et recherches
Dans l’Église chrétienne médiévale, le baptême d’un nouveau-né est d’une importance primordiale. Dans certaines régions d'Europe, l’Église catholique interdit explicitement l’enterrement des bébés non baptisés dans des cimetières consacrés,. On ne sait pas précisément quand les gens ont commencé à utiliser des lieux de sépulture séparés en Irlande. Aucune source connue n'attester l'utilisation de lieux de sépulture alternatifs à la période médiévale. La première attestation de l’utilisation du cilliní en Irlande remonte à 1619. Les cilliní ont pu être créés à cette époque à la suite de réformes strictes mises en œuvre par l'Église catholique pendant la Contre-Réforme concernant les enfants non baptisés. Ils ont continué à être utilisés jusqu'au concile Vatican II dans les années 1960,.

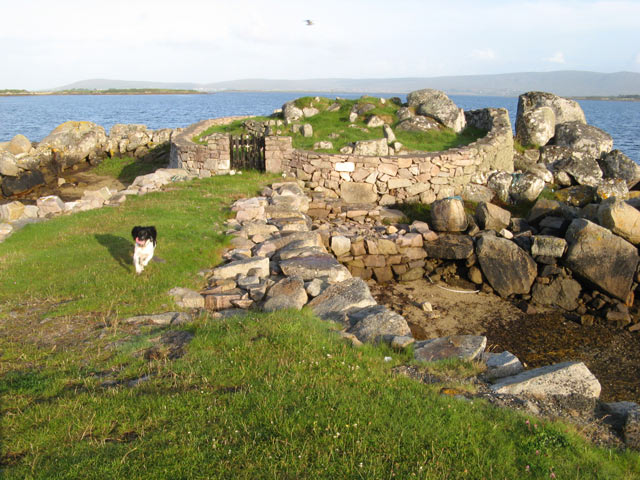
Cillín près de Bealandangan, Galway

Seize cilliní ont fait l'objet de fouilles archéologiques en Irlande entre 1966 à 2004. Celles-ci ont permis de dater ces sites du milieu des années 1500 au milieu des années 1800. Les sources historiques et archéologique ont montré que les cilliní étaient soigneusement sélectionnés. Les zones ayant une fonction religieuse antérieure constituent un choix privilégié en raison du caractère sacré du site. Une caractéristique de nombreux cilliní est la disposition de pierres de quartz blanc avec d'autres pierres sur les tombes d'enfants. Le quartz est utilisé dans les sépultures monastiques en Grande-Bretagne et pourrait avoir une signification particulière pour honorer ou chérir les morts. Les enterrements des cilliní constituent un processus respectueux du défunt. Les tombes sont souvent entourées de pierres pour en marquer les contours. Certains enfants sont soigneusement disposés lors de l'enterrement, soit couchés sur le dos, soit sur le côté. Dans certains endroits, les inhumations ont lieu dans des cercueils ou des fosses bordées de pierres,.
L'étude de cartes du XIXe siècle, de l’histoire locale et d'entretiens menés avec des anciens des communautés concernés ont permis de préserver l'emplacement de nombreux cilliní. Nombre de ces sites ont été perdus à mesure que les gens s'éloignaient des petites villes. Au XIXe siècle, de nombreux lieux de sépulture ont été détruits et transformés en terres agricoles. La législation adoptée en Irlande au milieu des années 1800 eu un impact profond sur les sépultures des Cilliní. Ainsi la loi de 1863 sur l'enregistrement des naissances et des décès en Irlande (Act for the Registration of Births and Deaths in Ireland) oblige les parents à enregistrer la naissance et le décès de leurs enfants. Les enterrements cachés donnent lieu à une amende. Les prêtres subissent également des changements à la fin des années 1800. De nouveaux aménagements réalisés au fond des cimetières permettent l'enterrement d'enfants non baptisés. 
Les cilliní sont désormais reconnus en Irlande comme des monuments archéologiques. Ils attirent l'attention des archéologues et des historiens et font l'objet d'études et de fouilles archéologiques dans toute l'Irlande. La recherche manifeste également un intérêt pour la représentation de tels sites dans des textes littéraires irlandais tels que la pièce de Tom Murphy, Bailegangaire, et le roman de Mary Leland, The Killeen (tous deux datant de 1985). Au XXIe siècle, de nombreuses villes et villages d'Irlande récupèrent les restes humains des cilliní et les déplacent vers des cimetières consacrés. D'autres sites restent intacts et ont été consacrés par des cérémonies religieuses spéciales. En août 2014, à l'église Saint-Patrick de Cushendun (Comté d'Antrim), une cérémonie religieuse dirigée par le curé de la paroisse et à laquelle ont participé de nombreux membres de la communauté, a accompagné la ré-inhumation de 19 squelettes d'enfants. Les restes des enfants avaient été découverts lors d'une fouille archéologique au château de Carra, près de Cushendun. 

## Liste non exhaustive deCilliní
- Carnanmore, Curramoney, Antrim[1]

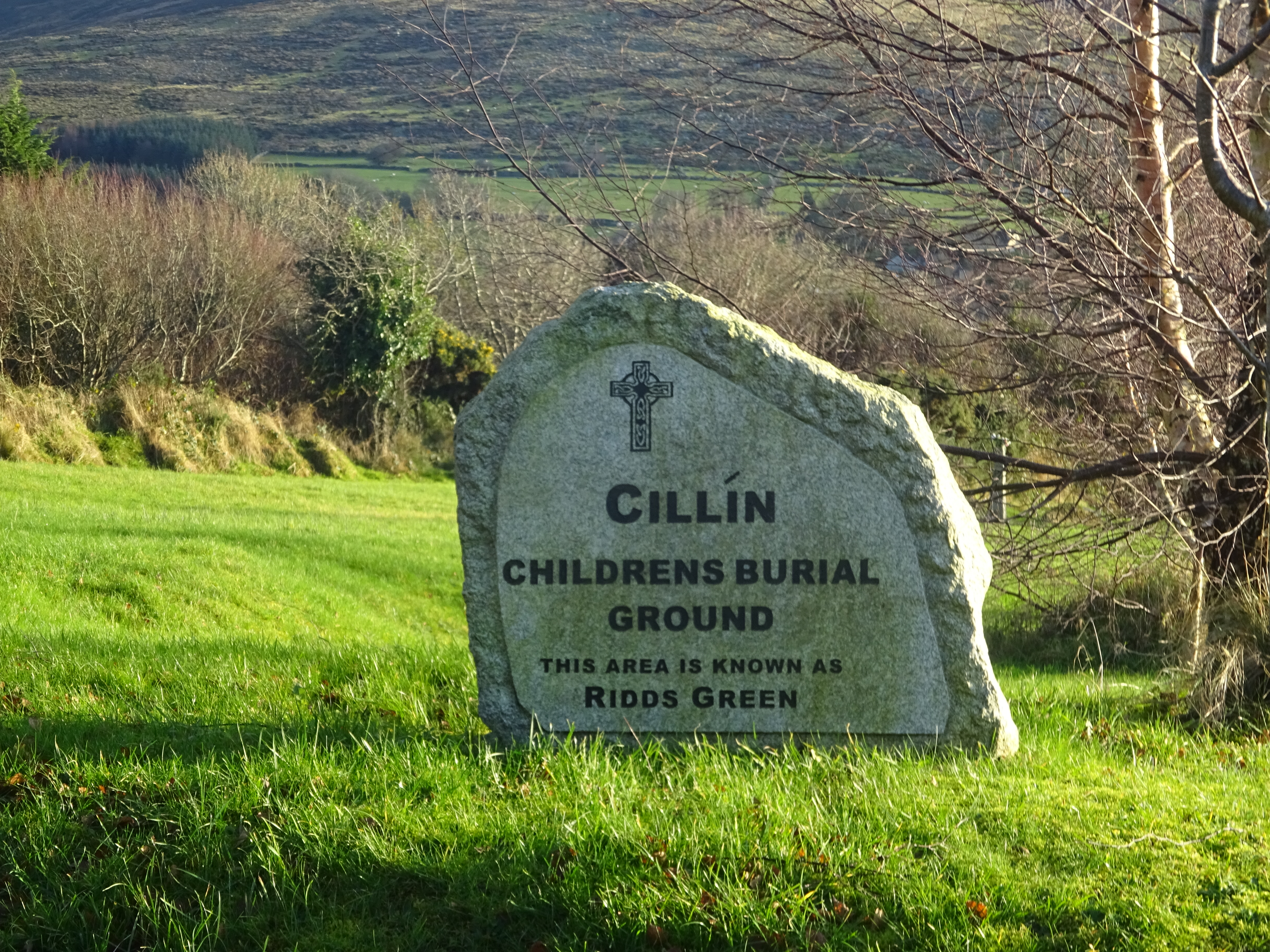
Cillín dans le comté de Wicklow. De nombreux cillíní sont aujourd'hui signalé par des panneaux patrimoniaux ou des stèles.

- Drumnascragh, Domaine Ballintoy, Antrim[1]
- Kilmacromey, Araboy, Antrim[1]
- Toberann, Lismorrity, Antrim[1]
- Caltra, comté de Galway[8]
- Carrowkeel, comté de Galway
- Clonberne, comté de Galway
- Corcullen, Moycullen, Comté de Galway
- Île d'Achill, comté de Mayo[9]
- Ridds Green, comté de Wicklow

## Voir également